# Реза, Людвикас
Лю́двикас Ре́за (лит. Liudvikas Gediminas Rėza, лит. Martynas Liudvikas Rėza, нем. Martin Ludwig Rhesa; 9 января 1776 года, деревня Карвайтен на Куршской косе, Пруссия — 30 августа 1840 года, Кёнигсберг) — литовский поэт, критик, филолог, переводчик, протестантский пастор. Родился в семье курсениеков.

## Биография
Деревня, в которой родился Реза, была засыпана песком. Рано лишился родителей. Воспитывался родственниками. В Кёнигсберге окончил школу для бедных. По окончании там же университета (1795—1799) был армейским пастором. С 1807 года профессор Кёнигсбергского университета, преподавал теологию и с 1818 года руководил семинаром литовского языка. В переписке с И. В. Гёте обсуждал вопросы, связанные с фольклором.

## Издательская деятельность
Впервые опубликовал произведения Кристийонаса Донелайтиса — «Времена года» („Das Jahr in vier Gesängen. Ein ländliches Epos aus dem Litauischen des Christian Doneleitis, genannt Donalitius, in gleichem Versmaass ins Deutsche übertragen von D. L. J. Rhesa“, 1818) и басни (вместе со своими переводами на литовский язык басен Эзопа, 1824). Литовский текст «Времён года» в издании Резы сопровождался предисловием с характеристикой творчества Донелайтиса и параллельным немецким текстом. Подготовил новый литовский перевод Библии (1816). Издал историю переводов Библии на литовский язык („Geschichte der litthauischen Bibel“, 1816) и комментарий к тексту переводов („Philologisch-kritische Anmerkungen zur litthauischen Bibel“, 1816, 1824).

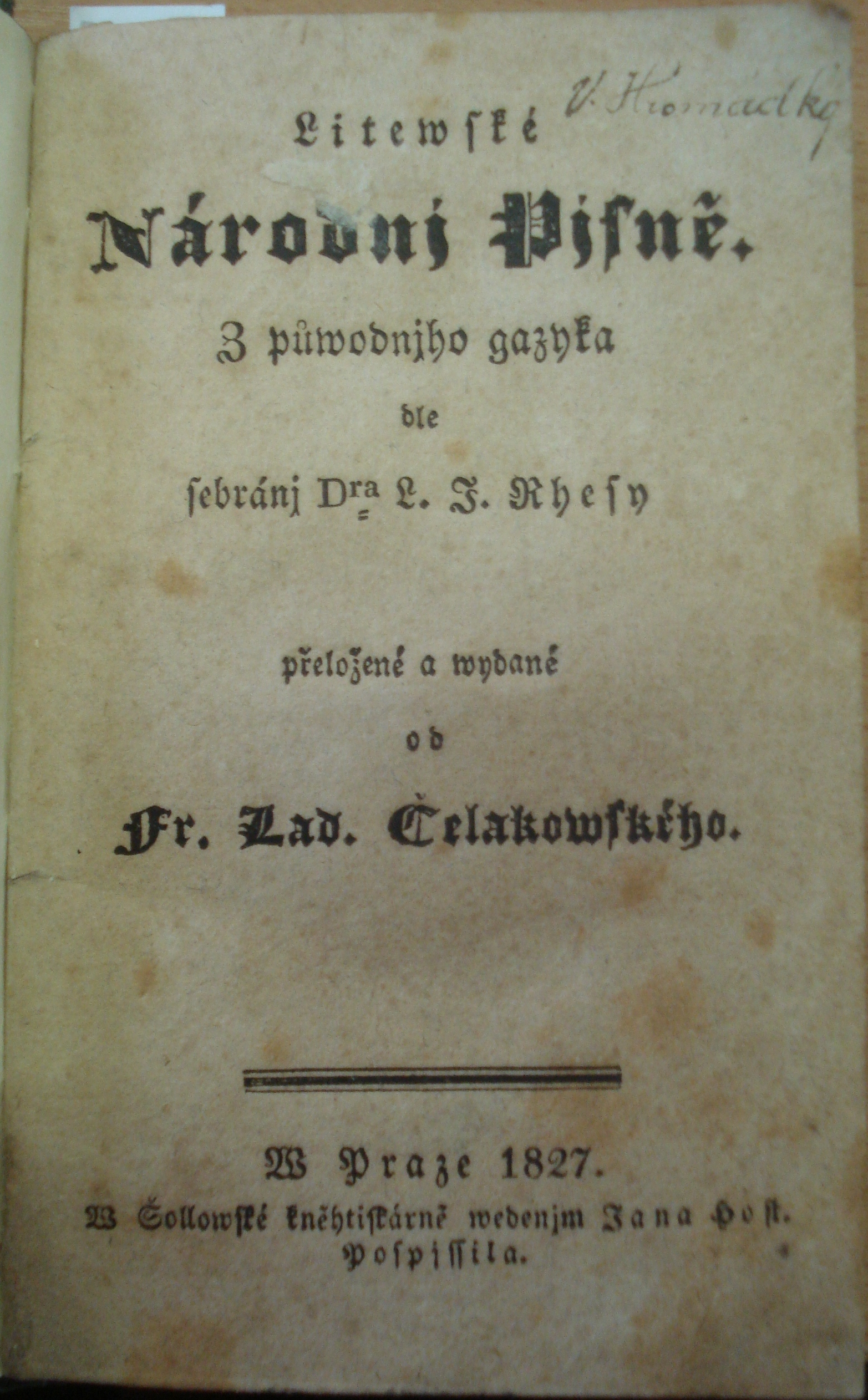
Сборник литовских народных песен, собранных Л. Резой, в переводе чешского поэта и учёного Ф. Л. Челаковского (1827)

## Фольклористическая деятельность
Подготовил и выпустил сборник литовской народной поэзии „Dainos, oder littauische Volkslieder“ («Дайны, или литовские народные песни», 1825) со своей статьёй „Betrachtung über littauische Volkslieder“ («Соображения о литовских народных песнях»), став тем самым основоположником литовской фольклористики. Под воздействием эстетических воззрений И. Г. Гердера народную поэзию понимал как выражение духовной культуры народа, большую эстетическую ценность и вместе с тем отражение реальной жизни и истории. Сборник вызвал широкий резонанс. Он переиздавался и переводился на английский, итальянский, немецкий, польский, русский, чешский языки.
Пытался произвести реконструкцию несохранившегося литовского мифологического эпоса, используя мотивы латышского фольклора.

## Литературная деятельность
Поэтические произведения создавал преимущественно на немецком языке. Однако в них отражались интересы и настроения литовцев. Мотивы литовских народных песен (дайн) и сюжеты литовской истории использованы в сборниках „Prutena“ («Пруссия», ч. I, 1809; ч. II, 1825) и «Военные песни» („Kriegsgesänge“, 1813). Поэзия носит классицистский характер, с элементами романтических тенденций.

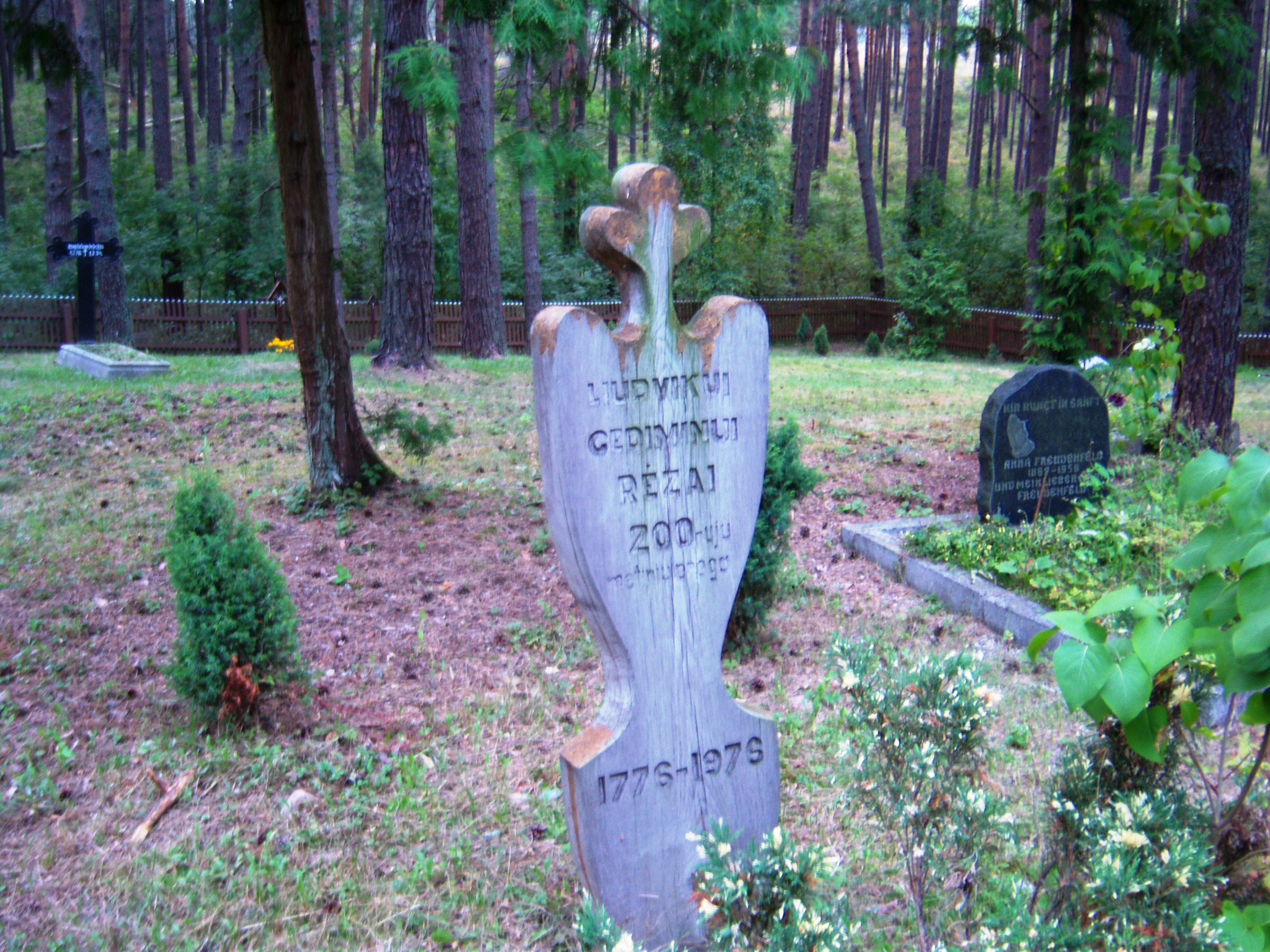
Памятный знак на старом кладбище в Прейле

## Память
На старом кладбище в Прейле на Куршской косе был установлен деревянный памятный знак в честь 200-летия со дня рождения Резы (1976). В 2008 году учреждена премия Людвикаса Резы, присуждаемая за значительную, активную и творческую деятельность по сохранению и развитию этнической культуры и культурного наследия Куршской косы. Памятнике Резе установлены в Пярвалке на Куршской косе (1975, народный мастер Эдуардас Йонушас), Юодкранте (1994, скульптор Арунас Сакалаускас), Калининграде (2005, скульптор Арунас Сакалаускас, архитектор Ричардас Криштапавичюс).